# Jug Bogdanovac
Jug Bogdanovac (cyr. Југ Богдановац) – wieś w Serbii, w okręgu niszawskim, w gminie Merošina. W 2011 roku liczyła 493 mieszkańców.